# Utricularia floridana
Utricularia floridana — вид рослин із родини пухирникових (Lentibulariaceae).

## Біоморфологічна характеристика
Стебла вкорінені, прямовисні. Квітки жовті. 

## Середовище проживання
Цей вид зростає на південному сході США, де він був зареєстрований у Флориді, Алабамі, Джорджії, Південній Кароліні та Північній Кароліні.
Цей вид є багаторічним закріпленим водним, який зустрічається у воді глибиною від 30 см до 1 м, в озерах.

## Використання
Вид культивується невеликою кількістю ентузіастів роду. Торгівля незначна.